# Wunneburger Rock
Wunneburger Rock är en kulle i Antarktis. Den ligger i Västantarktis. Inget land gör anspråk på området. Toppen på Wunneburger Rock är 75 meter över havet.
Terrängen runt Wunneburger Rock är platt. Trakten är obefolkad. Det finns inga samhällen i närheten.